# 昭和橋架道橋
昭和橋架道橋（しょうわばしかどうきょう）は、東京都千代田区神田佐久間町一丁目・二丁目にある、昭和通り・首都高速道路1号上野線に架かる鉄道橋（架道橋）である。東日本旅客鉄道（JR東日本）総武本線を通している。

## 概要
関東大震災の震災復興事業として計画され、後に帝都に於ける失業救済事業の一環で、1932年（昭和7年）に総武本線が両国駅から御茶ノ水駅まで延伸された際、震災復興で作られた第1号幹線道路「昭和通り」に架けられた橋梁である。東京市電（路面電車）が走行する道路を跨ぐため、中間に橋脚を必要としないガーダー橋を用いた。本橋梁は、1955年（昭和30年）に東海道本線富士川橋梁上り線（支間長63.35m、3径間連続中路プレートガーダー）が架設されるまで、日本最長スパンの鉄道用プレートガーダーを誇っており、昭和通りを跨ぐ勇壮な鉄道橋として知られていた。現在では、昭和通りの上に首都高速道路（1号上野線）の高架が覆い被さっており、昭和通りから全景を確認することは容易ではない。

## 諸元
- 種別 - 鋼鉄道橋

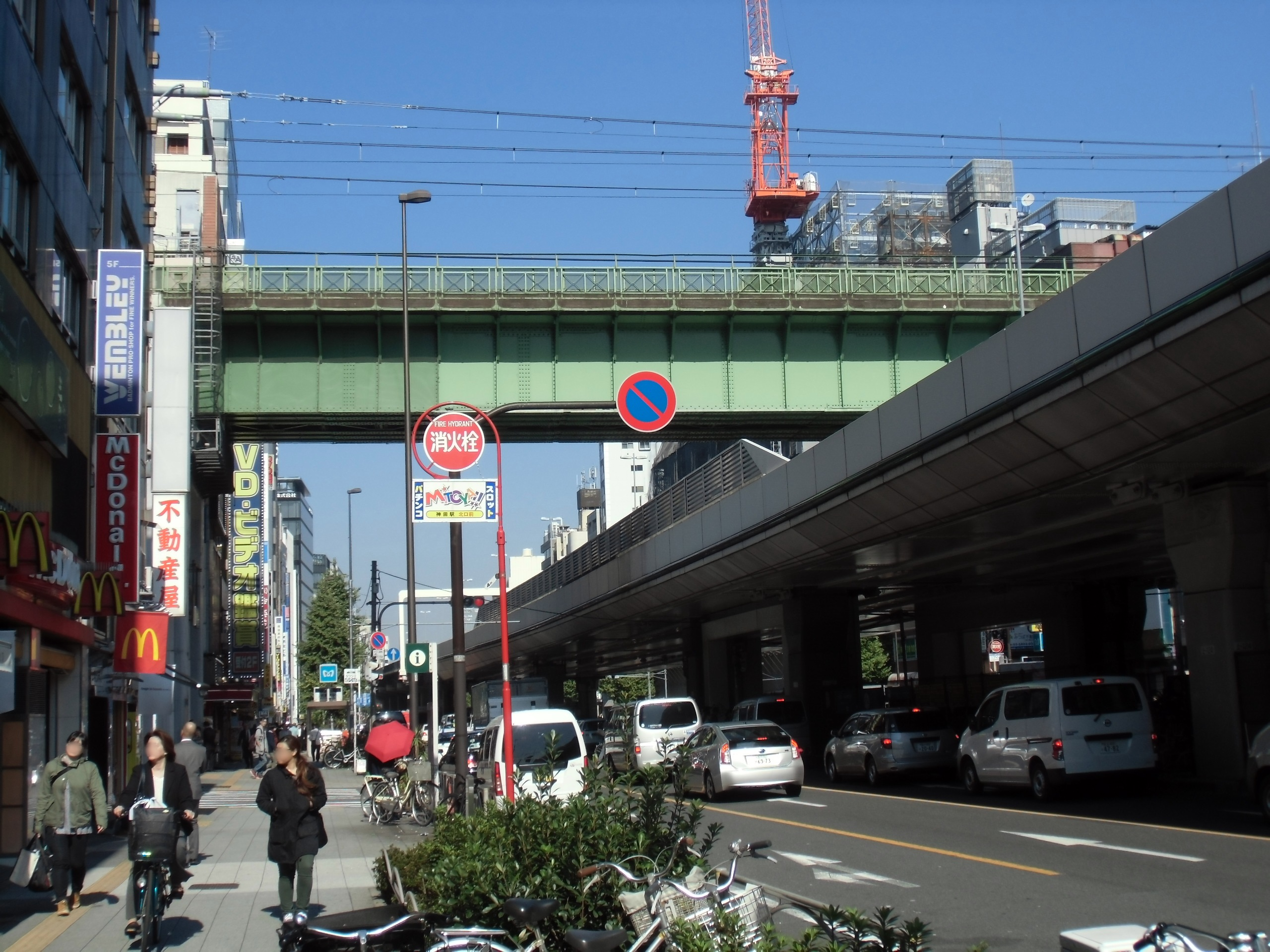
昭和橋架道橋（2014年10月）

- 形式 - 複線上路6主桁プレートガーダー（道床式、斜角右85度）
- 橋長 - 43.70m（橋台前面間長）
- 支間 - 45.30m
- 径間 - 44.18m
- 幅員 - 8.38m（両側のキャットウォーク含む）
- 桁高 - 2.71m（山形背面間）、0.60m（道床部）
- 高さ - 14m（軌条面まで）
- 線数 - 複線
- 活荷重 - KS-15
- 鋼重 - 452.083tf
- 完成年度 - 1932年（昭和7年）
- 施主 - 鉄道省
- 設計 - 鉄道省大臣官房研究所
- 製作 - 東京石川島造船所
- 架設 - 宮地鉄工所
- 下部工形式 - 鉄筋コンクリートラーメン構造
- 基礎工形式 - 直接基礎

## 隣の橋
（上り） - 御成街道架道橋 - 秋葉原駅西口橋梁 - 秋葉原駅乗越橋梁 - 秋葉原駅東口橋梁 - 運河橋梁 - 昭和橋架道橋 - 第一佐久間町高架橋 - （下り）